# Carol Mansell
Pour les articles homonymes, voir Carol et Mansell.
Carol Mansell est une actrice américaine.

## Filmographie

### Cinéma
- 1988 : Parle à mon psy, ma tête est malade (The Couch Trip)
- 1991 : Thelma et Louise
- 1998 : Zack and Reba
- 1999 : The Settlement
- 2000 : Raccroche ! (Hanging Up)
- 2000 : Ed Gein, le boucher (In the Light of the Moon)
- 2002 : Ted Bundy
- 2003 : Farm Sluts
- 2004 : Duck
- 2005 : Break a Leg

### Télévision
- 1984 : Down to Earth
- 1987 : Les Routes du paradis (Highway to Heaven)
- 1989 : Sacrée Famille (Family Ties)
- 1989 : Mariés, deux enfants (Married with Children)
- 1991 : Papa bricole (Home Improvement)
- 1991 : Les Années coup de cœur (The Wonder Years)
- 1992 : Murphy Brown
- 1992 : Seinfeld
- 1997 : Murder One
- 1997 : Arliss (Arli$$)
- 1998 : The Simple Life
- 1998 : Troisième planète après le Soleil (3rd Rock from the Sun)
- 1999 : That '70s Show
- 2000 : Becker
- 2000 : That's Life
- 2002 : Parents à tout prix (Grounded for Life)
- 2004 : Dr Vegas
- 2004 : Ce que j'aime chez toi (What I Like About You)
- 2004 : Malcolm (Malcolm in the Middle)
- 2005 : Un gars du Queens (The King of Queens)
- 2005 : Desperate Housewives
- 2006 : Earl (My name is Earl), saison 2, épisode 6
- 2016 : One Mississipi
- 2018-2019 : Les Désastreuses Aventures des orphelins Baudelaire : Jemma[1]